# Dogal

Dogal corredizo para colgar un reo en la horca.

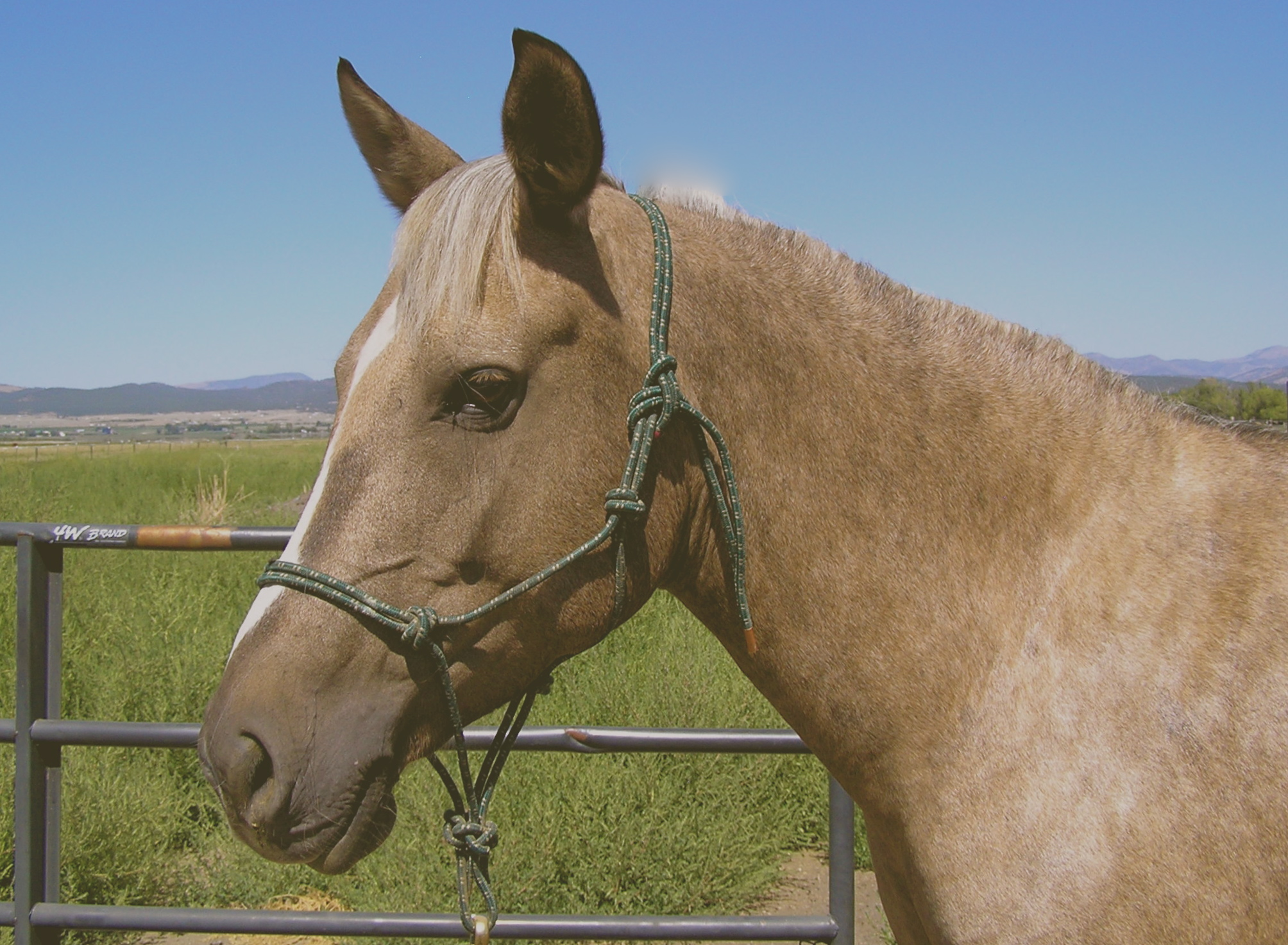
Caballo con cabestro o dogal hecho con una cuerda sintética.

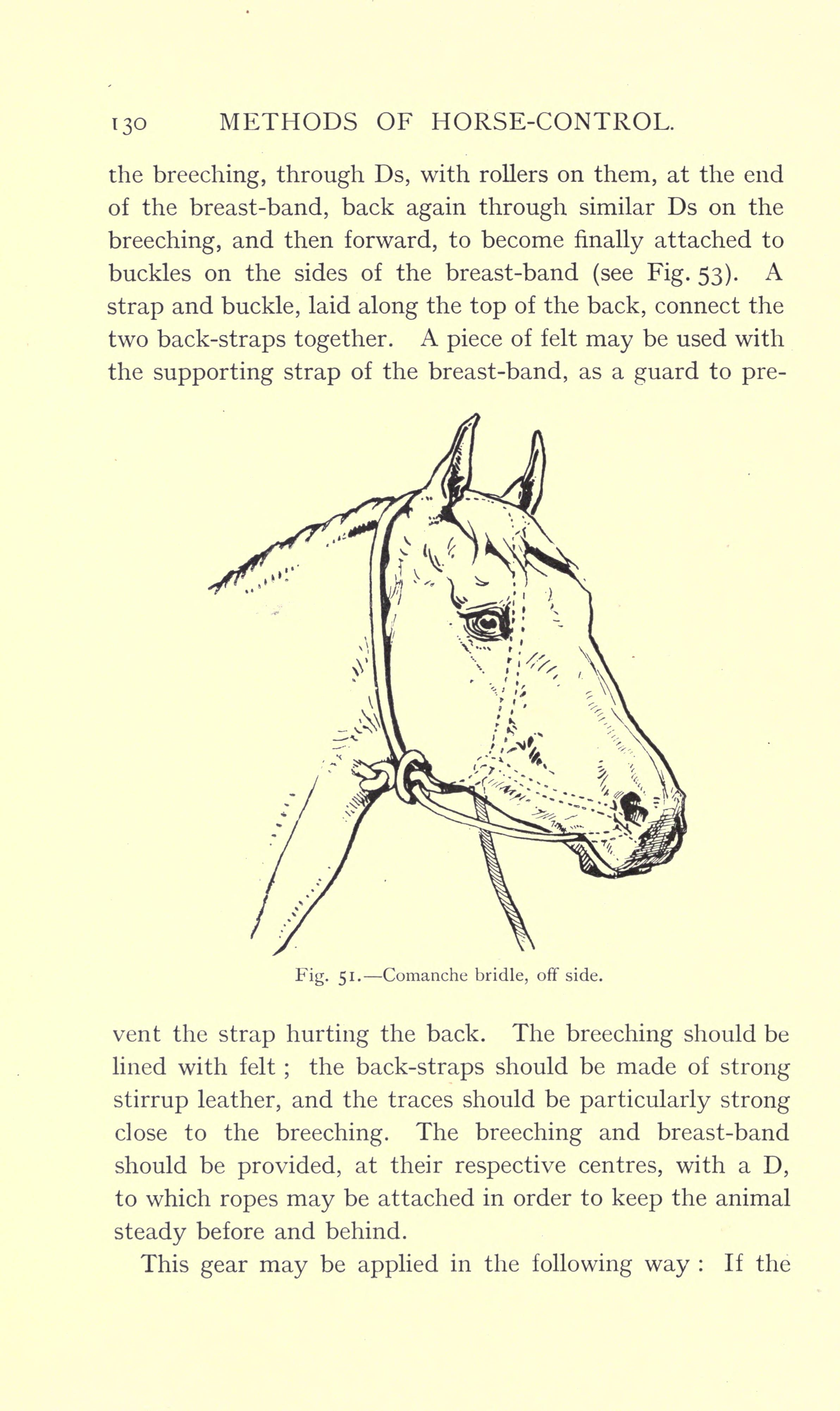
Dogal-brida de los comanches.

El término dogal designa una cuerda con un nudo corredizo usada para colgar los condenados a la horca o para ligar por el cuello los condenados a muerte u otras penas.
Dogal significa también la cuerda ligada al cuello de un caballo, mula o burro para sujetar el animal y poderlo dominar. En este segundo caso se puede considerar, abusando del concepto, sinónimo de cabestro.
A pesar de que el término dogal se asocia al cuello de una persona o animal, también hay casos en los que un dogal liga las manos.

## Dogal con nudo corredizo
Está destinado a estrangular o estrechar.
Hay varios nudos corredizos adecuados para funciones concretas. El nudo de los colgados acostumbra a seguir el modelo tradicional, responsable de muchas muertos (ejecuciones, linchamientos, suicidios,...)

## Dogal no corredizo
Los dogals destinados a sujetar animales domados de forma habitual acostumbran a ser no corredizos. Excepcionalmente pueden ser corredizos, con riesgo de estrangular (ahogar) al animal.

### Caballos y similares
En culturas avezadas al lazo corredizo, para capturar un animal en libertad o dentro de un rebaño, es habitual el dogal temporal formato por un lazo corredizo lanzado al cuello del animal. Una vez capturado el animal, si tiene que ser dirigido con dogal, este tiene que ser con un lazo no corredizo (por ejemplo con un nudo o lazo de guía).

## Documentos
- 1364. En el Sitio de Valencia (1364) la flota de Pedro lo Cruel de Castilla sufrió una gran tormenta cerca de Cullera y el rey castellano estuvo en peligro de muerte.[14]

...Lo dit rey de Castella tornà- se'n a Murvedre, y feu reverència a la església de madona sancta Maria ab un dogal al coll, en camisa y en bragues...
Crónica de Pedro el Ceremonioso
.

- 1404. Creación oficial del gremio de los de fabricantes de cuerda de Barcelona.
- 1413. Vicent Ferrer mencionaba una mula con dogal en un sermón sobre Santo Tomàs de Aquino.[16]
- 1460. En la obra Espill, de Jaume Roig, se menciona un dogal.[17]

... fou enforcada / al mercadal, / hon lo dogal /  li fon tallat / car fonch dubtat / concebiment...
Spill (v. 3477). Jaume Roig.